# Українські енциклопедії
Українські енциклопедії — енциклопедії українською мовою.

## Історія
На українських землях першим рукописом, що мав характер енциклопедичного змісту, був переписаний у Києві «Ізборник Святослава» 1073 року, що містив збірку витягів з біблійних книг і творів візантійських богословів та проповідників, відомості з природничих наук, етики, перелік рекомендованих і заборонених Церквою книг тощо. Першим друкованим довідником енциклопедичного змісту став «Лексіконъ славеноросскій и именъ тлъкованіє» Памви Беринди (1627) — старослов'янсько-український словник і алфавітна збірка тлумачень європейських, грецьких та інших власних назв з біблійної історії.
Спроби викласти відомості про Україну відносяться до XVII—XVIII століть: Інокентій Гізель «Синопсис» (перше видання 1674 р.). Далі слід назвати праці Петра Симоновського «Краткое описаніе о козацком народе» (1765 р.), Степан Лукомського «Собраніе историческое» (1770 р.), Василя Рубана «Кракая летопись Малой Россіи» (1776 р.), Олександра Рігельмана «Летописное повествованіе о Малой Россіи» (1778 р.). Своє бачення історії України виклали Дмитро Бантиш-Каменський, Пантелеймон Куліш, Микола Костомаров, Володимир Антонович, Іван Франко, Михайло Грушевський.
- Дбати за перше видання саме словника з історії України (першої української енциклопедії) почав ще Микола Маркевич публікаціями в 1836 р..
- Модерною українською енциклопедією стало видання під редакцією Михайла Грушевського (перший том «Історії України» у 1898 р.), Федора Вовка, Федора Корша, Агатангела Кримського, Миколи Туган-Барановського, Олексія Шахматова, Степана Томашівського, Михайла Єфименка, Степана Рудницького, Олександра Русова, Володимира Охримовича «Украинскій народъ въ его прошломъ и настоящемъ» (Петроград, 1914—1916 рр.).

## Енциклопедичний процес в Україні

### Галичина, Волинь 1930-х років
Три томи «Української Загальної Енцикльопедії» побачили світ у Львові під редакцією діяча (в 1935—1940 роках — голови) НТШ Івана Раковського, заходами Василя Микитчука, С. Слюсарчука у 1930—1935 роках.

### УРСР
У XX-му столітті було кілька спроб видати енциклопедію України. 1932—1934 рр. у Харкові було підготовлено матеріали для 3-х томів планованої 20-томної «Української Радянської Енциклопедії» (УРЕ) під редакцією Миколи Скрипника, але робота припинилася через сталінські репресії. Невдачею закінчилася і справа «Енциклопедії Українознавства», започаткованої 1941 року в Кракові. Український Науковий Інститут у Берліні 1942 року видав у Лейпцизі однотомну енциклопедію німецькою мовою «Handbuch der Ukraine» за редакцією Івана Мірчука.
Першою фундаментальною науковою працею, що містить систематизовані знання про Україну, стала «Енциклопедія Українознавства», задумана й реалізована під егідою Наукового товариства ім. Т. Шевченка, підготовлена і видана українськими діаспорними вченими в Сарселі (передмістя Парижа, Франція). Головний редактор видання — Володимир Кубійович, автори статей, зокрема, Анатолій Жуковський, Юрій Шевельов, Василь Маркусь, Олександр Оглоблин, Микола Глобенко, Софія Янів та інші.
У відповідь на видання «Енциклопедії Українознавства» радянський уряд доручає Академії наук УРСР підготувати до друку УРЕ. У Києві створили Головну редакцію УРЕ, яку очолив академік Микола Бажан. Перші томи цієї української енциклопедії побачили світ 1959-го року. Загалом проєкт тривав вісім років. Останній 17-й том УРЕ побачив світ 18 лютого 1966 року. Це була наймасштабніша з усіх виданих українських енциклопедій. У 1974 почали видавати друге видання УРЕ. Воно складалося лише з 12 томів, але мало 50 тисяч реєстрових слів — більше, ніж у першому виданні.
«ЕУ» — це 3-томна енциклопедія (1949—1952 рр.) та 10-томна словникова частина (1955—1984 рр.): 1600 друкованих аркушів, понад 20 тисяч термінів.
Здійснено 5-томне англомовне видання «ЕУ» (Encyclopedia of Ukraine, видавництво Торонтського університету, 1984—1993 рр.).

## Сучасний енциклопедичний процес вУкраїні
- Наймасштабнішим сучасним проєктом з видання паперових енциклопедій є Енциклопедія сучасної України (ЕСУ) — багатотомне енциклопедичне видання (алфавітна енциклопедія) про Україну у всіх вимірах від початку 20 століття до сьогодення. Енциклопедія подає цілісний образ новітньої України в подіях, інституціях, установах, родах діяльності, поняттях, персоналіях. Охоплює всі сфери життя в Україні, відображає сучасні погляди на історичні події та постаті. Водночас ЕСУ стане підґрунтям для створення багатотомної фундаментальної національної енциклопедії — Української Універсальної Енциклопедії. ЕСУ — це спільний проєкт Національної академії наук України та Наукового товариства ім. Шевченка.
- Від 2013 Указами Президента України (2013, 2015)[3] підтримана й реалізована пропозиція Національної академії наук України щодо підготовки та видання упродовж 2013—2026 років багатотомної Великої української енциклопедії в електронному та паперовому вигляді. Натепер Велика українська енциклопедія здійснюється як загальнонаціональний науковий проєкт.[4][5] Це — універсальна енциклопедія, що презентує усі галузі знань; за задумом науковців має стати інтелектуальною візитівкою Української держави. Тезаурус ВУЕ охоплює близько 100 тис. термінів-гасел (орієнтовно 30 томів у друкованій та пдф-версії). Від кінця 2018 р. запущено в дію сучасний мультимедійний енциклопедичний портал е-ВУЕ: https://vue.gov.ua/. Станом на 2024 на портал завантажено близько 20 тис. енциклопедичних статей. Мережа українських науковців, які співпрацюють в енциклопедичному проєкті, перевищила 1 тис. осіб.[6]
- В галузі спеціалізованих енциклопедій за роки нової Української Держави успіху досягнуто:
  - в галузі історії — це ряд сучасних енциклопедичних видань: Енциклопедія історії України, Малий словник історії України, Довідник з історії України [Архівовано 10 квітня 2009 у Wayback Machine.], Українське козацтво: мала енциклопедія, Українська міфологія:енциклопедія та ін.
  - в технічній, в першу чергу гірничій галузі — це видання Гірничого енциклопедичного словника та Малої гірничої енциклопедії,
  - в галузі економіки — Економічна енциклопедія,
  - в галузі мовознавства — Енциклопедія «Українська мова»,
  - літературознавства:
    - Українська літературна енциклопедія,
    - Енциклопедія Української Літератури,

  - філософії і політології — Філософський енциклопедичний словник, Енциклопедія постмодернізму, Філософська думка в Україні, Енциклопедія політичної думки,
  - юриспруденції — Юридична енциклопедія.

На Всеукраїнській конференції «СловоСвіт» підкреслено, що активність творення словників та енциклопедичних видань в Україні за період від 1991 р. збільшилася у порівнянні з радянським часом у 8-10 разів.
- Особливе місце у сучасному енциклопедичному процесі займає проєкт Вікіпедії — першої віртуальної енциклопедії людства. Див. Вікіпедія, Українська Вікіпедія.

## Список українських енциклопедій
За даними Книжкової палати України в 2004—2009 видавництва України випустили 569 найменувань книжкових видань, що марковані як енциклопедії чи енциклопедичні словники (довідники). Однак, за змістом, структурою, наповненням, жанровими особливостями ці видання далеко не завжди відповідають заявленому в заголовку типу — «енциклопедія».
Сучасна Україна диспонує десятками енциклопедичних видань, серед яких:
1. Загальні енциклопедії
2. Спеціалізовані енциклопедії і словники
  1. Історичні та географічні енциклопедії
  2. Регіональні енциклопедії
  3. Мовознавчі енциклопедії
  4. Літературознавчі енциклопедії
  5. Культурознавчі та мистецтвознавчі енциклопедії
  6. Філософські та політологічні енциклопедії
  7. Соціологічні та психологічні енциклопедії
  8. Економічні енциклопедії
  9. Технічні енциклопедії
  10. Сільськогосподарського профілю
  11. Біологічні енциклопедії
  12. Юриспруденція, правознавство: енциклопедії